# Gmina zbiorowa Bevensen-Ebstorf
Gmina zbiorowa Bevensen-Ebstorf (niem. Samtgemeinde Bevensen-Ebstorf) – gmina zbiorowa położona w niemieckim kraju związkowym Dolna Saksonia, w powiecie Uelzen. Siedziba administracji znajduje się w mieście Bad Bevensen.
Gmina zbiorowa powstała 1 listopada 2011 z połączenia gminy zbiorowej Altes Amt Ebstorf oraz Bevensen.

## Podział administracyjny
Do gminy zbiorowej Bevensen-Ebstorf należy trzynaście gminy, w tym jedno miasto (Flecken) oraz jedno miasto (Stadt):
1. Altenmedingen
2. Bad Bevensen
3. Barum
4. Ebstorf
5. Emmendorf
6. Hanstedt
7. Himbergen
8. Jelmstorf
9. Natendorf
10. Römstedt
11. Schwienau
12. Weste
13. Wriedel